# Ларна (Ардеш)
Ларна́ (фр. и окс. Larnas) — коммуна во Франции, находится в регионе Рона — Альпы. Департамент коммуны — Ардеш. Входит в состав кантона Бур-Сент-Андеоль. Округ коммуны — Прива.
Код INSEE коммуны 07133.

## Население
Население коммуны на 2008 год составляло 90 человек.
| 1962 | 1968 | 1975 | 1982 | 1990 | 1999 | 2008 |
| ---- | ---- | ---- | ---- | ---- | ---- | ---- |
| 50   | 52   | 56   | 83   | 70   | 88   | 90   |

## Экономика
В 2007 году среди 65 человек в трудоспособном возрасте (15-64 лет) 50 были экономически активными, 15 — неактивными (показатель активности — 76,9 %, в 1999 году было 70,2 %). Из 50 активных работали 42 человека (24 мужчины и 18 женщин), безработных было 8 (3 мужчин и 5 женщин). Среди 15 неактивных 4 человека были учениками или студентами, 4 — пенсионерами, 7 были неактивными по другим причинам.

## Фотогалерея

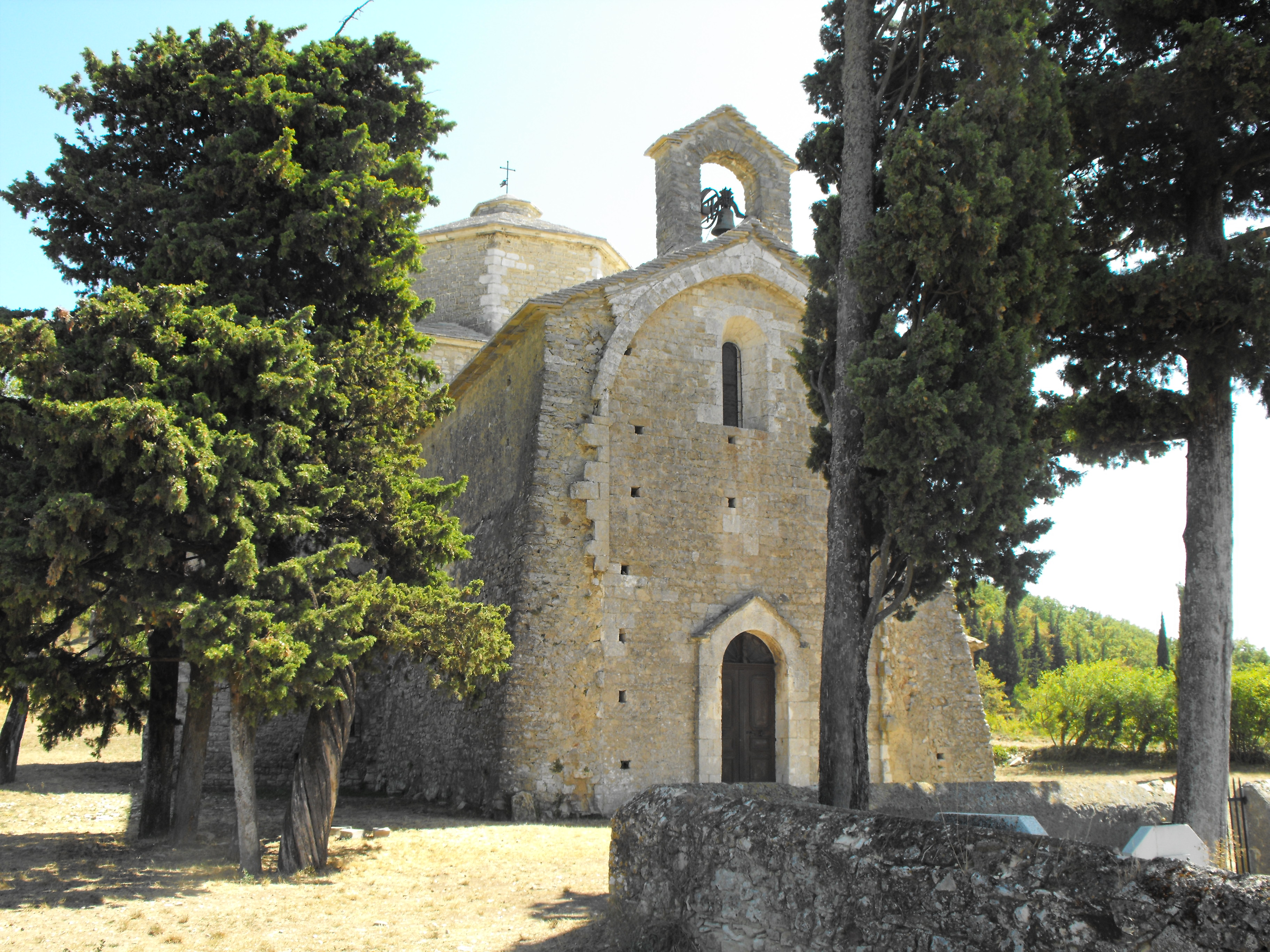
Церковь Сен-Пьер
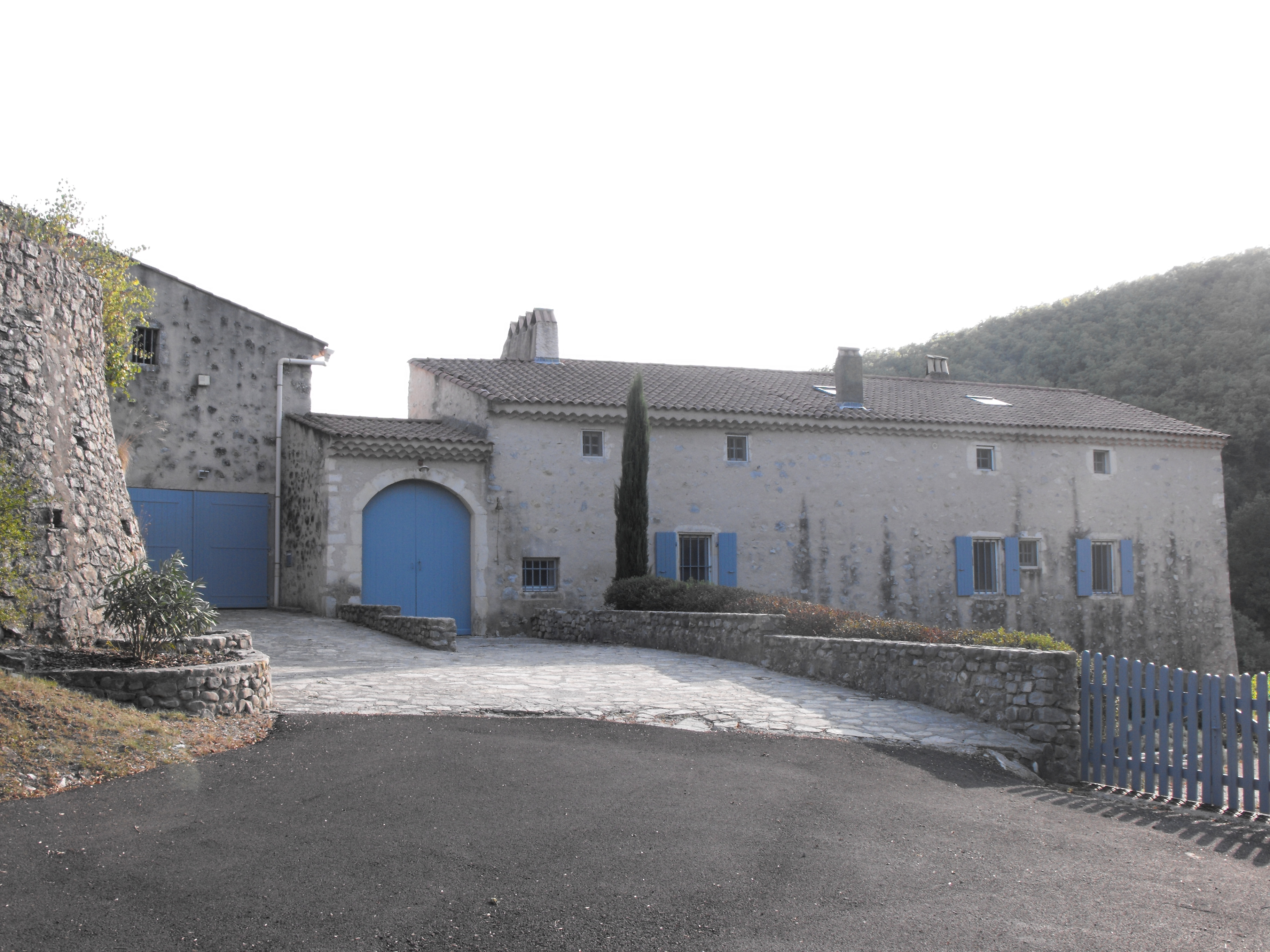
Бывший дом
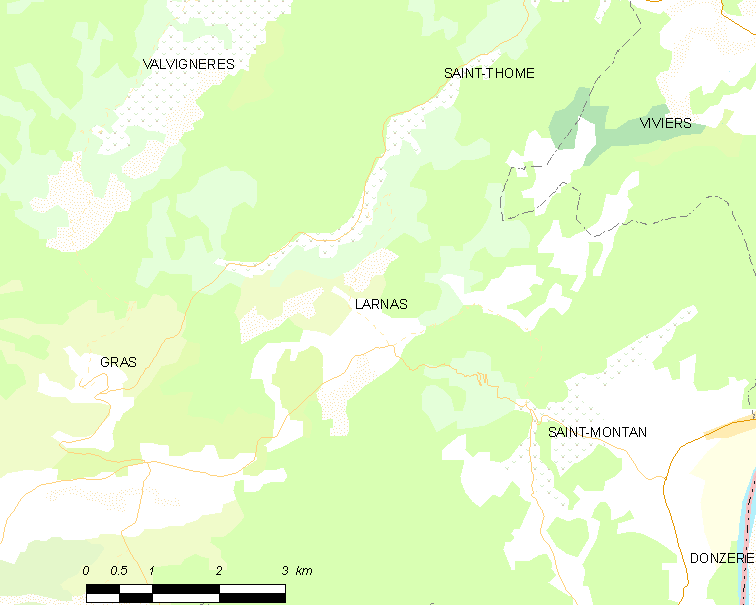
Карта коммуны